# Krister
Krister ist ein schwedischer männlicher Vorname. Vereinzelt existiert auch der Familienname.

## Herkunft und Bedeutung
Krister ist eine schwedische Variante des ebenfalls überwiegend schwedischen männlichen Vornamens Christer, der seinerseits eine Verkleinerungsform des Vornamens Christian ist.

## Namensträger
- Krister Granbom (1941–2023), schwedischer Fußballspieler
- Krister Henriksson (* 1946), schwedischer Schauspieler
- Krister Kristensson (1942–2023), schwedischer Fußballspieler
- Krister Nordin (* 1968), schwedischer Fußballspieler

## Familienname
- Carl Krister (1801–1869), schlesischer Porzellanindustrieller